# Steinmetzita
La steinmetzita és un mineral aprovat per l'IMA l'any 2015. Estructuralment i química es troba relacionat amb la fosfofil·lita. També és similar químicament a la wilhemgümbelita, la zincoberaunita, l'UKI-2006-(PO:FeHZn), la plimerita i la zinclipscombita. El mineral tipus es troba a les col·leccions mineralògiques del Museu Victoria, a Melbourne (Austràlia) amb el número de registre M53510.

## Característiques
La steinmetzita és un fosfat de fórmula química Zn₂Fe³⁺(PO₄)₂(OH)·3H₂O. Cristal·litza en el sistema triclínic. El cristall més gros fa unes 50 micres (μm) de llargada i unes poques micres de gruix. Els pseudomorfs són de color blanc lletós i opacs.

## Formació i jaciments
Es forma com a producte d'alteració de la fosfofil·lita en zones d'alta oxidació de la mina Cornelia (oxidació del ferro i reemplaçament parcial del zinc pel ferro).